# Kürénéi Hégésziasz
Hégésziasz (Kr. e. 3. század) görög filozófus.

## Élete
A kürénéi hedonista filozófiai iskola híve volt, Alexandriában élt és működött. Tanítása szerint az emberi lét végcélja az élvezet, ám a sok baj és kellemetlenség, amely a világban elénk tornyosul, ezt a célt nem engedi megvalósítani, ezért okosabb meghalni, mint élni. E tan műveiben (kiváltképp az „Apokarterón” címűben) olyan határozottsággal tűnt fel, s oly erős rábeszélő képességgel párosult, hogy sok tanítványa öngyilkosságot követett el. Cicero is tesz említést a filozófusról.